# Герб Егорьевска
Герб Егорьевска, наравне с флагом является символом города Егорьевска.

## Описание и обоснование символики
Геральдическое описание (блазон) гласит:
В червлёном поле рука, одетая в лазурь, выходящая вверху слева из серебряного облака и поражающая золотым турнирным копьем в пасть золотого обращённого и обернувшегося крылатого змея.
Обоснование символики:
За основу современного герба Егорьевского района взят исторический герб города, утвержденный 29 марта 1778 года, гласящий: 
В красном поле, выходящею из облак, рукою Святого Великомученика Георгия, пронзенный змий.
Верхняя часть герба несла чисто территориальное значение принадлежности города Егорьевска и Егорьевского района к Рязанской губернии, что не соответствует современному административно-территориальному делению России. Поэтому оставлена только нижняя часть герба, которая говорит о названии города (района) - Егорьевск (в русском языке имена Георгий и Егор имеют одно значение).
Красный цвет поля созвучен сказанию о героическом подвиге Святого Великомученика Георгия и дополняет содержание герба.
В основе герба города языком аллегорического образа Святого Великомученика Георгия, как бы покровителя города, совместно с геральдическими символами гармонично отражены история названия города.
Золото — символ богатства, стабильности, уважения, интеллекта. Серебро — символ чистоты, совершенства, мира и взаимопонимания. Червленый (красный) цвет — символ мужества, труда, силы, красоты и праздника.
Утвержден решением Совета депутатов городского поселения Егорьевск от 28.04.2011 № 28/4. Внесен в Государственный геральдический регистр Российской Федерации под № 6878.

## История
Исторический герб Егорьевска 1779 года является полугласным (не гласным, поскольку изображён не сам Св. Георгий, а его рука). Описание которого гласит: 
Въ 1-й части щита, въ золотомъ полѣ, часть изъ герба Рязанскаго: серебряной мечъ и ножны, положенные на крестъ, надъ ними зеленая шапка, какова на Князѣ въ Намѣстническомъ гербѣ. Во 2-й части щита, въ красномъ полѣ, выходящею изъ облакъ, рукою Святаго Великомученика Георгія, пронзенный змій.
Восстановление исторического герба с выходящей из облаков рукою Святого Великомученика Георгия (Егория), пронзающей копьем змия, говорящего о названии города, с учётом современного административно-территориального деления символизирует преемственность поколений, неразрывность традиций; показывает бережное отношение местных жителей к своему прошлому и культурному наследию.
Законом Московской области от 26 октября 2015 года № 177/2015-ОЗ все муниципальные образования Егорьевского муниципального района — включая городское поселение Егорьевск — были преобразованы путём их объединения в городской округ Егорьевск.